# Semtex

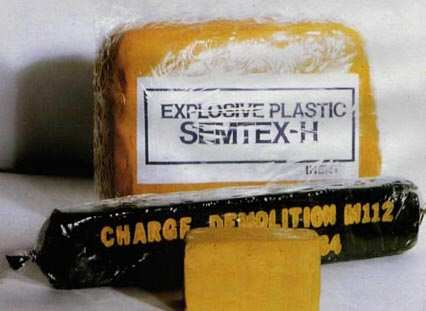
Próbka Semteksu i innych materiałów wybuchowych

Semtex – kruszący materiał wybuchowy ogólnego zastosowania o konsystencji plasteliny (plastyczny materiał wybuchowy), potocznie nazywany czeskim plastikiem. Stanowi mieszaninę na bazie pentrytu, zbliżoną do C4, ale jest bardziej podatny na inicjację ze względu na wrażliwość na uderzenie. Początkowo był produkowany przez zakłady „Semtin” (później „VCHZ Synthesia”, obecnie „Explosia”) w Czechosłowacji (obecnie Czechy) w Pardubicach.
Prędkość detonacji semteksu waha się pomiędzy 8020–8200 m/s.
Semtex jest często wykorzystywany przez terrorystów do produkcji trudno wykrywalnych ładunków wybuchowych. Od 1991 roku do semteksu dodawane są wysoko lotne substancje umożliwiające jego wykrycie za pomocą analizatora gazowego.